# Delta Force 2
Delta Force 2 è un videogioco di genere sparatutto tattico in prima persona del 1999, sviluppato da NovaLogic e pubblicato per PC Microsoft Windows e Mac OS.
Il giocatore è al comando di un soldato che fa parte del corpo di operazioni speciali Delta Force impiegato in missioni antiterroristiche, affiancato dalle squadre alleate Alfa e Charlie. È disponibile un vasto arsenale di armi moderne, mentre sono assenti la barra della vita e i kit medici.

## Modalità di gioco
Il giocatore assume il ruolo di un agente della Delta Force (del quale si può scegliere nome, icona e nazionalità) che prende parte a missioni antiterroristiche ambientate in tutto il mondo. L'azione si svolge in vasti ambienti esterni e le distanze di combattimento arrivano anche fino a diverse centinaia di metri. Il gioco pone l'accento sul realismo, con il giocatore e i nemici ugualmente vulnerabili ai danni delle armi, e con i proiettili soggetti alle condizioni del vento. 
Le missioni consistono in una serie di obiettivi: mentre i punti di navigazione indicano cosa fare, il giocatore è libero di avvicinarsi agli obiettivi come meglio crede. Gli obiettivi in genere comportano l'eliminazione di tutte le presenze ostili in una posizione specifica, il salvataggio di ostaggi o la distruzione di veicoli e strutture nemiche. Il giocatore, membro della squadra Bravo, è affiancato da quattro soldati alleati delle squadre Alfa e Charlie (e occasionalmente gli Spetsnaz) che seguono i comandi predefiniti dal progetto della missione e che possono anche ricevere ordini dal giocatore. Il giocatore può visualizzare le posizioni dei nemici e delle unità alleate tramite l'uso di una minimappa sul proprio HUD.
Oltre a 19 missioni rapide sono disponibili due campagne: in Operazione Risoluzione Comune (composta da 12 missioni) il giocatore deve combattere contro una grande organizzazione terroristica, la Da'Nil, che intende rilasciare una pericolosa arma biologica, mentre in Operazione Forza Globale (composta da 13 missioni) contro la United Freedom, che tenta di avviare una guerra nucleare mediante l'uranio.

## Missioni

### Missioni rapide
- Sei in Uno
Asia centrale, 1000 s.l.m, poca neve
- Merci Rubate
Medio Oriente, 2200 s.l.m, cielo sereno
- Operazione Lepre
Africa orientale, 0620 s.l.m, cielo sereno
- Risarcimento
Balcani, 1310 s.l.m, cielo sereno
- Taglia Fuori
Nord Africa, 0830 s.l.m., cielo sereno
- Schema di Gioco
Medio Oriente, 1840 s.l.m., cielo sereno
- Inganno
Asia centrale, 1550 s.l.m., cielo sereno
- In Vacanza
Africa centrale, 0135 s.l.m, cielo sereno
- Custode
Asia orientale, 1130 s.l.m, poca neve
- Evasione
Europa settentrionale, 1620 s.l.m, cielo sereno
- Impatto Improvviso
Asia sudorientale, 1755 s.l.m., cielo sereno
- Corteo
Medio Oriente, 1400 s.l.m, cielo sereno
- Riconquista Deposito
Asia centrale, 0925 s.l.m., cielo sereno
- Maggiore Offerente
Monti Urali, 0600 s.l.m, cielo sereno
- Campo di Addestramento
Asia centrale, 1530 s.l.m., poca pioggia
- Topo di Fogna
Asia sudorientale, 0710 s.l.m, nebbia
- Segnale di Controllo
Sud America, 0020 s.l.m, cielo sereno
- Aiuto
Africa occidentale, 0940 s.l.m., cielo sereno
- Porto Sicuro
Medio Oriente, 1900 s.l.m., cielo sereno

### Campagne
- Operazione Risoluzione Comune
  - Antartide
    - Deposito Freddo
    - Whiteout

  - Uganda
    - Posta Aerea
    - Demolizione 101
    - Squadra Cieca
    - Il Convoglio
    - Consegna Speciale
    - L'Ufficiale

  - Georgia
    - Contraccolpo
    - Segnale Finale
    - Trucco
    - Clessidra

- Operazione Forza Globale
  - Chad
    - Claim Jumper
    - Massa Critica
    - Super Nova
    - Caduta
    - Broken Arrow

  - Kazakhstan
    - Voodoo
    - Rifornimento
    - Laptop
    - Knockout
    - Bara d'Acciaio
    - Broken Wing
    - Controllo Missione
    - Terra Bruciata

## Attrezzatura
Come attrezzature "base" ci sono le granate (a scelta tra scoppio istantaneo e ritardato), un pugnale, un designatore laser, e in caso la visione notturna. Di seguito sono elencate le armi selezionabili, che possono essere solo una per ciascuna categoria:
- Arma principale
  - M40 Fucile di precisione
Caricatore: 5 colpi
Portata: 800 metri
  - Fucile da assalto subacqueo
Caricatore: 26 colpi
Portata: 100 metri
  - M4 Carabina. Granata
Caricatore: 30 colpi
Portata: 500 metri
  - M4 Carabina. Fucile a pompa
Caricatore: 30 colpi
Portata: 500 metri
  - M249 SAW
Caricatore: 200 colpi
Portata: 800 metri
  - Barret .50 Fucile a pompa
Caricatore: 8 colpi
Portata: 1500 metri
  - HK MP5 SD3
Caricatore: 30 colpi
Portata: 100 metri

- Arma secondaria
  - Zaino esplosivo + detonatore
  - Claymore
  - Videocamera
  - Munizioni extra
  - LAW
Caricatore: 1 colpo
Portata: 400 metri

- Fondina
  - SOCOM .45
Caricatore: 10 colpi
Portata: 50 metri
  - HK P11 Pistola subacquea
Caricatore: 5 colpi
Portata: 15 metri
  - SOCOM .45, con silenziatore
Caricatore: 10 colpi
Portata: 50 metri

- Attrezzatura ausiliaria
  - Zaino esplosivo + detonatore
  - Claymore
  - Giubbotto Kevlar
  - Costume Ghillie
  - Respiratore LAR V
  - Videocamera
  - Munizioni extra
  - LAW
Caricatore: 1 colpo
Portata: 400 metri

## Accoglienza
| Testata               | Giudizio |
| --------------------- | -------- |
| AllGame               |          |
| Computer Gaming World |          |
| Eurogamer             | 8/10     |
| GamePro               |          |
| GameRevolution        | 7/10     |
| GameSpot              | 8,2/10   |
| IGN                   | 7,5/10   |
| Next Generation       |          |
| PC Gamer              | 74%      |
| PC Zone               | 63%      |

Delta Force 2 ha ricevuto il premio "Silver" per le vendite dalla Entertainment and Leisure Software Publishers Association, che indica almeno 100 000 copie vendute nel Regno Unito.